# Запорозький марш

Євген Адамцевич під час виступу

Запорозький марш (Запорізький марш, козацький марш) — музичний твір сліпого бандуриста Євгена Адамцевича. Відомий в обробці та оркестровці Віктора Гуцала.

## Авторство
Автором «Запорозького маршу» вважається роменський сліпий бандурист Євген Адамцевич — учень Мусія Олексієнка. Він скомпонував твір з використанням мелодії української народної пісні «Ой на горі та й женці жнуть». Це, зокрема, засвідчує й листування з кобзарем відомого дослідника кобзарського мистецтва О. А. Правдюка. В одному з листів до нього Євген Олександрович писав:

| Тепер відносно Запорізького маршу. 1926 року я почув мелодію, першу частину від кобзаря Положая Івана Кириловича, другу частину – мажорну сам склав, і з’єднавши до купи, дав назву Запорозького маршу.[1] |
Крім того, саме Адамцевич уперше його виконав на публіці — широкому загалу марш став відомий 1969 року завдяки виступу сліпого бандуриста. Згодом для оркестру марш аранжував заступник диригента Державного оркестру народних інструментів Віктор Гуцал.
Головна тема композиції складається зі синкопи та низхідньої мелодії, яка в техніці народних бандуристів гралася ковзанням пальцями по струнах, уперше була використана бандуристом Гнатом Хоткевичем в інструментальному супроводі його вокально-інструментального твору про Байду («Поема про Байду» 1912), котру він оркестрував ще в 1930 р.

### Версії походження твору
1) За твердженням Д. Кулиняка, який дружив і спілкувався з кобзарем, «Адамцевич не був автором «Запорізького маршу», як інколи помилково оголошують чи друкують. Він лише зберіг і доніс до наших днів цю геніальну мелодію, перейнявши її від тих, хто навчав його кобзарського мистецтва, а ті, в свою чергу, перейняли від своїх учителів. Цю обставину Євген Олександрович завжди підкреслював і сердився, коли його називали батьком «Запорізького маршу». За його словами, цей марш був автентичним козацьким маршем, створеним ще десь у XVII столітті, й звідтоді кобзарі передавали його один одному. Така-от естафета з глибини століть...».
За деякими припущеннями, цей твір був у репертуарі наставників Євгена Адамцевича. Дослідники пісенної творчості та спадщини виконавця вважали, що співавтором цього маршу був Мусій Олексієнко, і що саме від свого вчителя перейняв першу частину маршу учень-початківець. Про це, зокрема, йдеться в спогадах синів М. П. Олексієнка.
2) Також деякі джерела згадують про Прокопа Морміля, самородка із села Ядути Борзнянського району Чернігівської області, у якого гостював Є. Адамцевич.
3) За легендою, «Запорозький марш» написав Людвіг ван Бетховен на замовлення гетьмана Кирила Розумовського. Віктор Гуцал з цього приводу згадував:

| У гурті аматорів-фізкультурників — разом ранками робили пробіжки в одному з київських парків — зайшла суперечка про авторство «Запорозького маршу». То один з киян з усією серйозністю стверджував, що мелодію написав не хтось інший, як… Бетховен. Причому на замовлення самого гетьмана Розумовського. |
Тоді Гуцал не втрутився в дискусію, хоча з приємністю констатував припущення свого випадкового знайомого.

## Історія
Уперше публічно Євген Адамцевич виконав марш 1969 року на концерті в Київському оперному театрі імені Тараса Шевченка.
Очевидці так описували концерт:

| «У неймовірному потягові сердець за мелодією люди підводилися з місць. Вибухнула ще нечувана під цим склепінням громовиця оплесків. Мені важко переповісти, що було після першого виконання «Запорізького маршу». Скажу лише, що старий Адамцевич виконав його на вимогу публіки тричі. Так була порушена домовленість не виконувати більше двох творів. І ніхто з кобзарів-побратимів не дорікав Адамцевичу, що він тричі повторив свій номер. І хоч його музика була безсловесна, але вслухавшись у мелодію «Запорізького маршу», вже ніхто з виконавців не наполягав на тому, щоб співати понад програму. Стало зрозуміло: відбулося щось надзвичайне. Над зачарованим залом зайнялася і згасла чудова мить, яку повторити, затримати ніхто не зможе».[8] |
Є. Адамцевич виконував марш дуже виразно, енергійно, вкладаючи всю свою майстерність й емоційну образність. Але через те, що грав пучками, бракувало дзвінкості. Диригент Державного оркестру Віктор Гуцал згадував:
| «Я зрозумів, що такий твір має звучати масштабно й велично. Написати новий марш на основі старого стало для мене першорядним завданням»[6]. |
12 квітня 1970 року оркестр уперше виконав обробку цього маршу. Художній керівник і диригент Яків Орлов повторив твір на біс кілька разів. Відтак до 1974 року «Запорозький марш» виконували в усіх концертах по кілька разів. Публіка завжди стоячи вітала музикантів. Композиція стала ще більш відомою після того, як її було включено до саундтреків фільму Бориса Івченка «Пропала грамота» 1972 року. Після виконання маршу у Большому театрі (Москва), ним зацікавились партійні керівники, яких занепокоїла занадто духовна атмосфера серед слухачів. Комуністи ретельно вивчали ноти, звіряючи їх з піснями січових стрільців. І, хоча нічого не було виявлено, марш заборонили. А В. Гуцал змушений був залишити посаду й перейти до іншого колективу.

## Виконання «Запорозького маршу»
- З 1984 року «Запорозький марш» знову дозволили виконувати. Він став звучати на мітингах під час боротьби за незалежність наприкінці 1980-х років. Під звуки маршу збиралися депутати у ВРУ[джерело?].
- В аранжуванні Стефана Творуна є також одним з основних маршів ЗСУ під назвою «Козацький марш». Від 1990-х традиційно лунав під час відправлення рекрутів до війська змінивши «Прощання слов'янки».
- Марш лунає під час прибуття та відправлення потягів на вокзал Запоріжжя I, Львів для потяга «Львів» .
- Лунає ще на Львівській дитячій залізниці.
- Лунав перед початком і після закінчення футбольних матчів львівських «Карпат».
- Увійшов до репертуару Національного оркестру народних інструментів[9].
- «Запорозький марш» досить поширена серед українських композиторів назва: окрім Адамцевича однойменні марші створювали зокрема Михайло Завадський та Микола Лисенко.
- Рок-версія пісні увійшла до студійного альбому «На небесних конях» українського фолк-метал гурту «Тінь Сонця»[10]. Свою метал-версію композиції також представив пауер-фолк-метал гурт Kraamola у студійному альбомі «На зламі епох»[11].
- 2022 року Invictus Society записали «Запорізький Марш»  в EDM обробці та видали на своєму синглі «Ukrainian Steppe».